# Jonas Larsson i Nordmarkshyttan
Jonas Larsson, född 3 juli 1830 i Nordmarks församling, Värmlands län, död där 14 december 1894, var en svensk bergsbruksidkare och riksdagspolitiker.
Larsson var verksam som bergsbruksidkare i Nordmarkshyttan i Värmland och var i riksdagen ledamot av andra kammaren, invald i Färnebo härads valkrets.